# Oʻahu
Oʻahu (engl. und deutsch oft Oahu) ist eine der acht Hauptinseln des Hawaii-Archipels. Sie wird auch The Gathering Place („Der Sammelpunkt“) genannt. Auf Oʻahu liegt Honolulu, die Hauptstadt des US-Bundesstaates Hawaii, die sich über einen erheblichen Teil der Insel erstreckt.
Mit 1557 Quadratkilometern ist Oʻahu die drittgrößte der Inseln, die über eine Million Einwohner machen etwa 75 Prozent der Bevölkerung des Bundesstaates aus. Oʻahu ist 64 Kilometer lang und 42 Kilometer breit und ist auch das wirtschaftliche Zentrum Hawaiʻis. Die Küstenlinie der Insel beträgt 336 Kilometer.
Oʻahu ist das Ergebnis zweier Vulkane, des Waiʻanae und des Koʻolau, die durch einen breiten Sattel miteinander verbunden sind. Der höchste Punkt dieses Sattels – und damit der Insel – ist der Mount Kaʻala mit einer Höhe von 1220 Metern über dem Meeresspiegel. Längster Fluss der Insel ist der Anahulu River.
Außerhalb der Stadt Honolulu werden Ananas, Papaya, Kakao und andere Agrarprodukte angebaut. Wichtigster Erwerbszweig ist jedoch der Tourismus. Der Großteil der Besucher aller Hawaii-Inseln kommt zunächst am internationalen Flughafen von Honolulu an, welcher auf der Südseite Oʻahus liegt.
Politisch bildet die Insel Oʻahu den Hauptteil von City and County of Honolulu.

## Geographie
Oʻahu gründet sich auf zwei nicht mehr aktiven Vulkanen, dem Waiʻanae und dem Koʻolau. Ähnlich wie bei den anderen Hawaii-Inseln unterscheiden sich die einzelnen Seiten Oʻahus teils erheblich in ihrer Vegetation. Während die trockene Westküste teilweise einen wüstenartigen Charakter hat, gibt es auf der Nord- und Ostseite eine üppige Vegetation. Nur wenige Fahrminuten von Honolulu entfernt befindet sich Regenwald. Teile davon lassen sich auf dem sogenannten „Tantalus Drive“ mit dem Pkw befahren.
Oʻahu hat mehr Eilande als alle anderen großen Hawaii-Inseln zusammen. Die größten sind Sand Island vor Honolulu und Ford Island im Pearl Harbor. Eines der weniger bekannten  Eilande Oʻahus ist Coconut Island in der Kāneʻohe-Bucht an der Ostküste. Ebenfalls vor der Ostküste liegt der Felsen Mokoliʻi (auch Chinaman’s Hat genannt). Im Vergleich zu den anderen Hawaii-Inseln Maui und Kauaʻi hat Oʻahu nur relativ wenige Wasserfälle. Bekannte Wasserfälle befinden sich unter anderem im Manoa- und Waimea-Tal und sind jeweils in weniger als einer Stunde Wanderung durch Urwald zu erreichen. Die zwei prägenden Bergketten Oʻahus heißen Koʻolau (im Osten) und Waiʻanae (im Westen). Es gibt nur wenige Seen auf der Insel: Lake Wilson (122 ha) bei Wahiawā, Kaelepulu Pond (80 ha) bei Kailua und Hoʻomaluhia (36 ha) bei Kāneʻohe. Kawainui Marsh, ein 405 ha großes Sumpfgebiet bei Kailua, wurde als Ramsar-Gebiet von internationaler Bedeutung anerkannt.

## Klima
Oʻahu liegt, wie alle bewohnten Inseln von Hawaii, südlich des nördlichen Wendekreises und zählt damit zu den Tropen.
Das Klima auf Oʻahu unterscheidet sich je nach Seite der Insel. Während es im Norden und Osten häufiger regnet, ist es im Süden und Westen trockener. Das an der Südküste gelegene Waikīkī ist mit 560 mm Niederschlag im Jahr einer der regenärmsten Orte auf der Insel. Dies liegt unter anderem daran, dass die Berge im Nordosten der Insel die meisten Regenwolken abfangen. Die Wassertemperatur des Pazifiks um Oʻahu liegt zwischen 24 und 27 Grad.
In den letzten 200 Jahren hat es nur drei nachweisbare Wirbelstürme gegeben.

## Geschichte

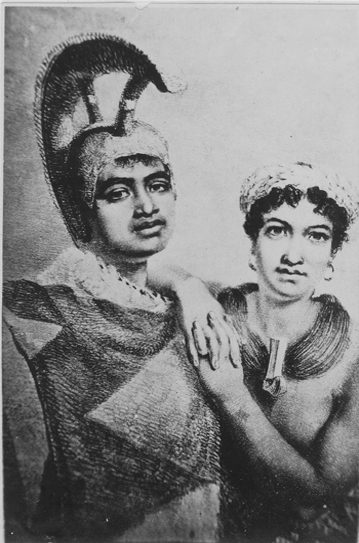
„Gouverneur Boki of Oahu und seine Frau Liliha“, 1824, gezeichnet von John Hayter. Liliha trägt einen lei niho palaoa, einen Wal-Zahn-Elfenbein-Halsschmuck, aufgehängt an geflochtenem menschlichem Haar sowie einen Kranz aus Federn, Boki trägt einen Umhang sowie einen Helm mit Helmbusch aus Federn

Die ersten Siedler auf Oʻahu kamen um die erste Jahrtausendwende aus Polynesien. Oʻahu und Kauaʻi waren die ersten der hawaiischen Inseln, die am 18. Januar 1778 während Kapitän James Cooks dritter Pazifikexpedition gesichtet wurden. Die ersten Europäer betraten Oʻahu am 27. Februar 1779 bei Waimea Bay an der North Shore. 1795 führte König Kamehameha I. seine Truppen in die berühmte Schlacht von Nuʻuanu, die in der Eroberung von Oʻahu endete. In den 1820er Jahren kamen europäische Missionare und brachten westliche Einflüsse auf die Insel. Der zunehmende Zuckerrohr- und Ananasanbau sowie der Handel aus dem Walfang führte zu einem Zustrom an westlichen Siedlern. Im späten 19. Jahrhundert wurden für die Plantagenwirtschaft Arbeitskräfte aus Ostasien auf die Insel geholt. Sie machen heute den größten Anteil der Bevölkerung aus.

## Wirtschaft
Der Fremdenverkehr ist einer der wichtigsten Wirtschaftssektoren Oʻahus, hier arbeiten 11,8 % der Beschäftigten, dicht gefolgt vom Gesundheits- und Sozialwesen (11,7 %) sowie dem Einzelhandel (11,7 %), dem Bildungsbereich (10,4 %), der öffentlichen Verwaltung (Government) (10 %) und dem Bauwesen (6,6 %). In der Landwirtschaft sind hingegen nur noch 0,6 % der Beschäftigten tätig, im Nordwesten der Insel sind es jedoch 6,4 %.

## Honolulu und Waikīkī
Wesentlich bekannter als der Name der Insel dürften die beiden Orte Honolulu und Waikīkī sein. Waikīkī (politisch ein Stadtteil Honolulus) ist mit seinem berühmten Hotelstrand und der Kalakaua-Flaniermeile das touristische Zentrum von Oʻahu.
Honolulu ist die größte Stadt Hawaiis, Hauptstadt des Staates, sowie der größte Seehafen des Staates. Es nimmt einen Großteil des Südostens der Insel ein.
Honolulu bedeutet „geschützte Bucht“ und hat 337.000 Einwohner. Die Stadt erinnert mit ihren Wolkenkratzern an die größeren Städte des US-amerikanischen Festlandes.
Im Stadtzentrum findet man um die King Street und die Beretania Street an ihrer Kreuzung mit der Punchbowl Street die meisten der geschichtlich und politisch interessanten Bauten.
Der zehnstöckige Aloha Tower ist seit 1921 das Wahrzeichen für den Hafen von Honolulu. Von dort bietet sich eine gute Aussicht über den Hafen und Honolulu selbst.

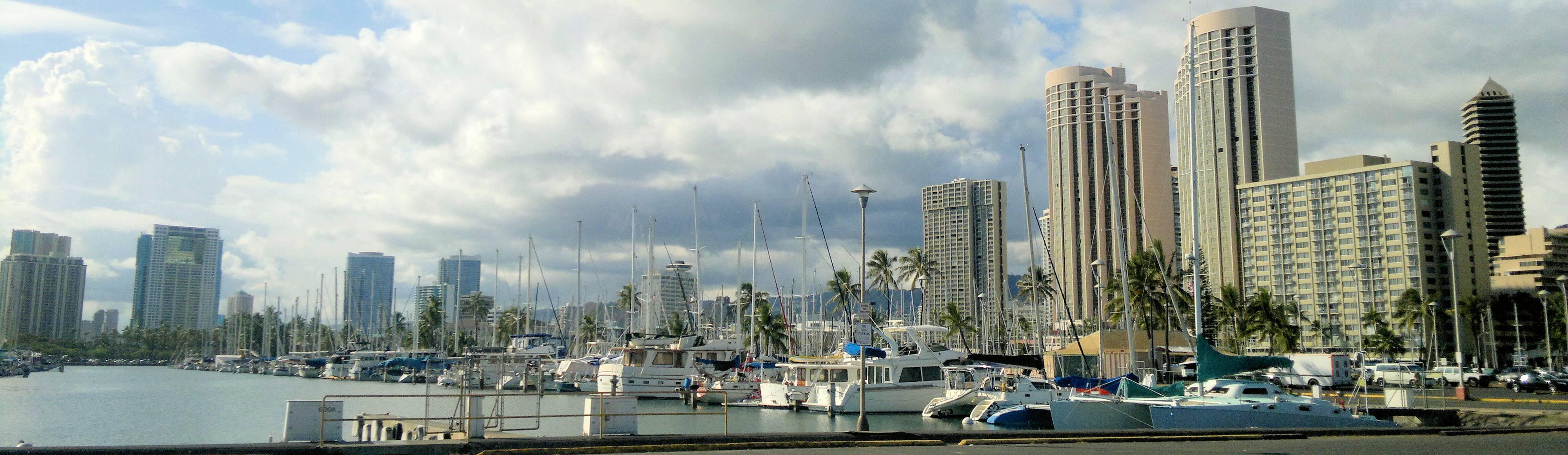
Der Yachthafen von Waikīkī mit den Hochhäusern Honolulus im Hintergrund.

## Pearl Harbor
Pearl Harbor ist U-Boot-Stützpunkt, Flottenbasis und militärisches Oberkommando der Amerikaner für den gesamten Pazifikraum. Bekannt wurde der US-amerikanische Marinestützpunkt durch den japanischen Überraschungsangriff auf die dort stationierte Pazifikflotte am 7. Dezember 1941. Die Vereinigten Staaten traten daraufhin in den Zweiten Weltkrieg ein. Zum Gedenken an den Angriff und die Opfer wurde 1962 über dem gesunkenen Schlachtschiff das USS Arizona Memorial errichtet. In dem 56 Meter langen Denkmal sind die Namen der Opfer eingraviert, die hier begraben liegen.
Unweit des Hafens von Honolulu befand sich bis 2009 ein Schifffahrtsmuseum mit vielen Exponaten aus der Kultur der hawaiischen Besiedelung und Seefahrt.

## Strände

Der Strand von Waikīkī mit Blickrichtung Pazifik.

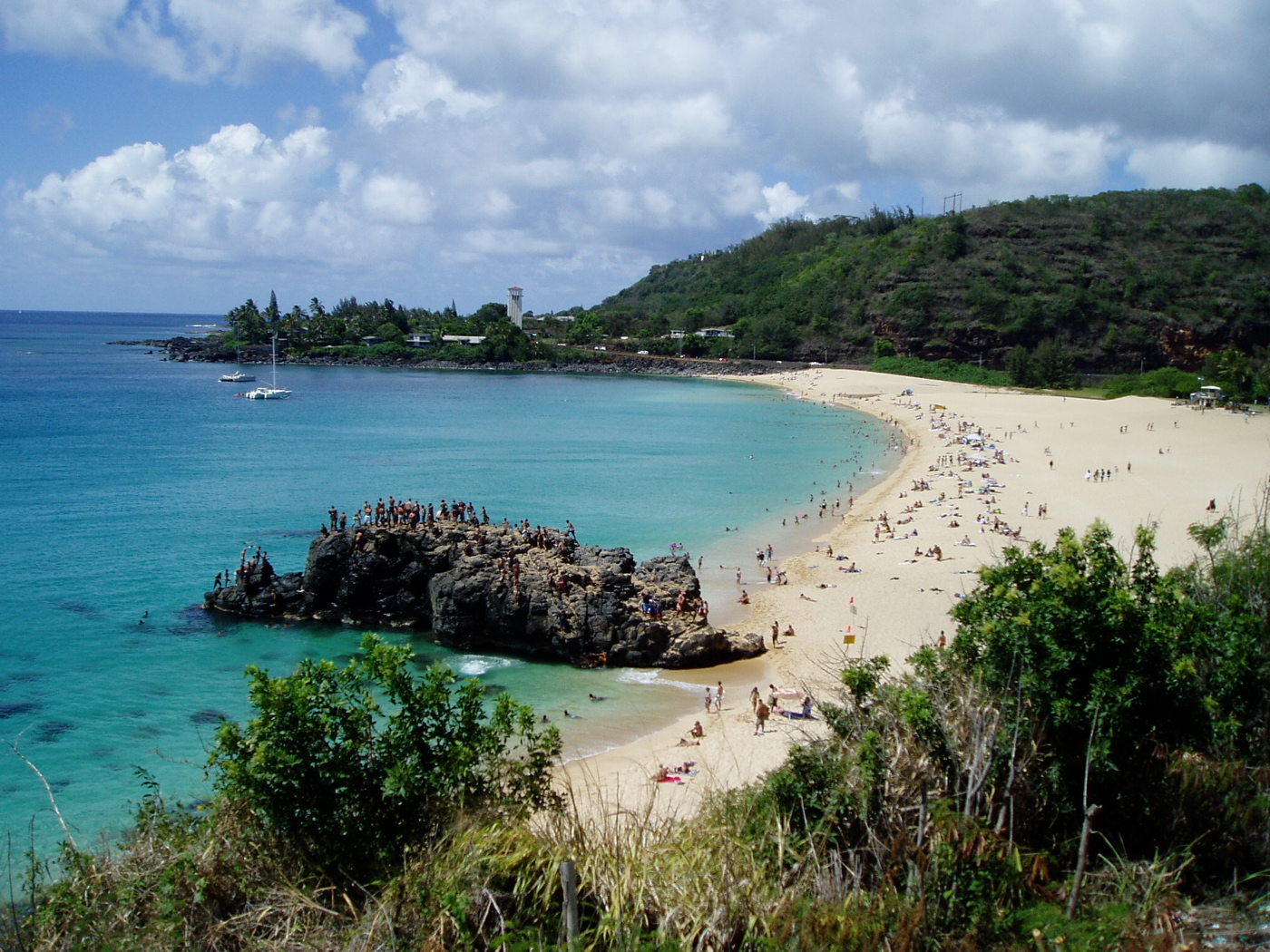
Blick auf Waimea Beach mit The Rock vom Kamehameha Highway.

Die vielen Strände der Insel ziehen Touristen und Wellenreiter aus der ganzen Welt an, vor allem der Strand von Waikīkī, welches auch als „Metropole der Südsee“ bezeichnet wird, ist bei Urlaubern sehr beliebt. Hinter dem Waikīkī-Strand erheben sich die erloschenen Vulkane Diamond Head und Punchbowl Crater. Allein Waikīkī hat 38.000 Hotelzimmer, einige Hotels stehen dabei direkt am Sandstrand. Durch Menschen- und Umwelteinflüsse hat sich der Strand von Waikīkī über die Jahre immer mehr verkleinert, bis er Anfang 2012 innerhalb mehrerer Monate wieder künstlich verbreitert wurde. Der Strand von Waikīkī unterteilt sich in mehrere Abschnitte. Manche davon besitzen kleinere Mauern im Wasser, welche für einen sehr ruhigen Wellengang sorgen.
Die Strände an der Nordküste rund um Pūpūkea bieten weltweit die besten Bedingungen zum Wellenreiten, hier werden die wichtigsten Wettbewerbe ausgetragen. Zu den bekanntesten Surfspots gehören u. a. Sunset Beach, Banzai Pipeline, Velzyland, Ehukai Beach sowie die Waimea Bucht, welche sich vor allem im Winter durch sechs bis zwölf Meter hohe Wellen auszeichnet.
Weiterhin erwähnenswert ist die zum Schnorcheln sehr beliebte Hanauma Bay und Sharks Cove, der Laniakea-Strand an der Nordküste, an welchem sehr häufig Meeresschildkröten anzutreffen sind, sowie Waimanalo Beach an der Ostküste, der mit 4,8 Kilometern längste ununterbrochene weiße Sandstrand Oʻahus.
Der Lanikai Strand bei Kailua an der Ostküste Oʻahus wurde 2008 vom Magazin National Geographic auf Platz 5 der 10 schönsten Strände der Welt gewählt: „Eine halbe Meile funkelnder Sand, Palmen wiegen sich über den weißen Strand, üppige tropische Pflanzen und viel Sonnenschein machen Lanikai zu einem der malerischsten Strände Hawaiis. Das Ufer ist durch ein nahes Riff geschützt, was auch zu einem ruhigen Wellengang führt. Das Wasser ist immer grün und wie auf einer Postkarte.“
An der Westküste Oʻahus liegen in Ko Olina vier Lagunen, welche von Menschenhand erschaffen wurden.

## Rest der Insel

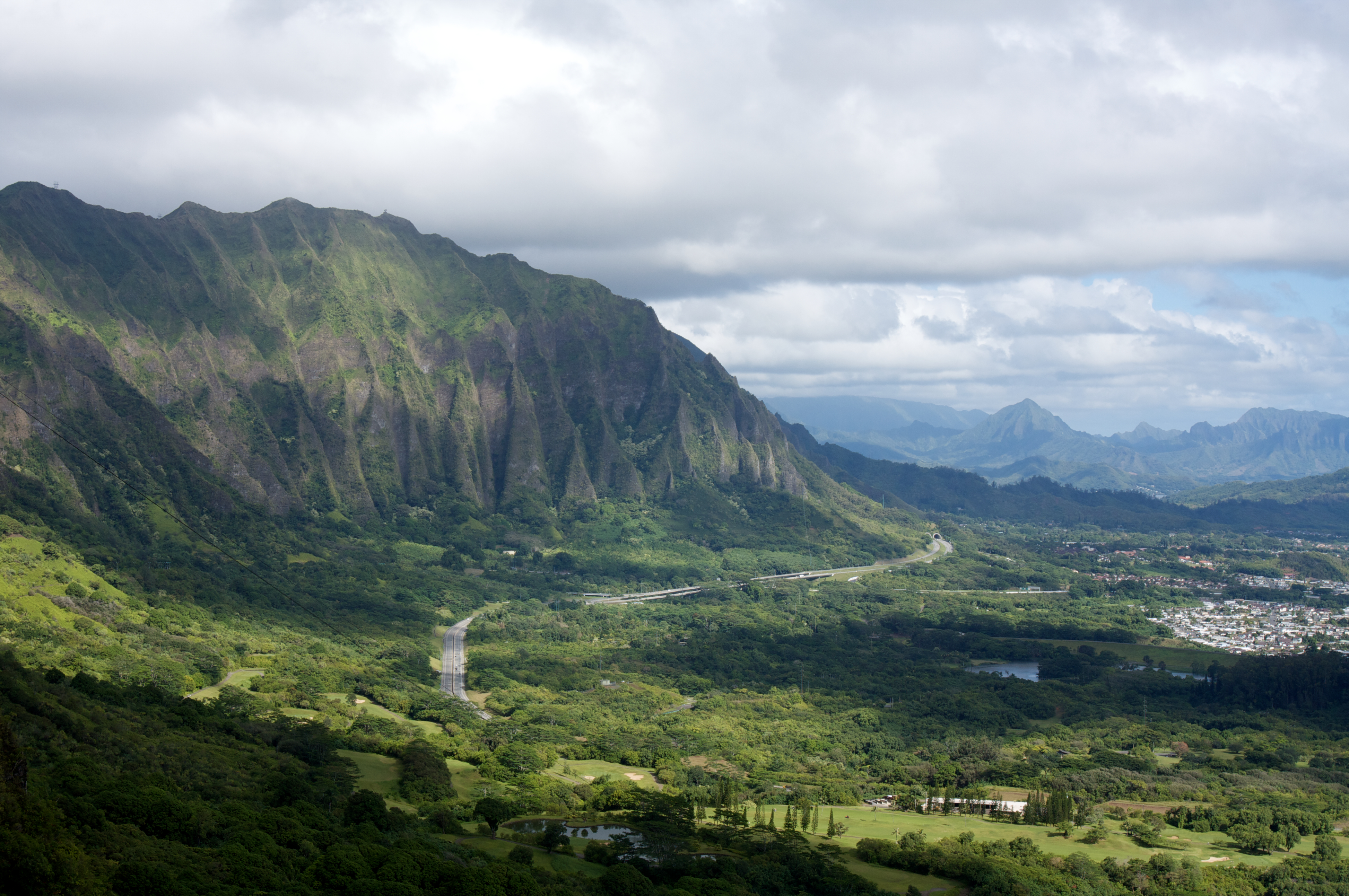
Blick vom Nuʻuanu Pali Lookout

Der Waimea Falls Park, auch unter dem Namen Waimea Valley bekannt, ist ein botanischer Garten mit Wasserfall im Tal des Waimea-Flusses nahe Pūpūkea. Er ist der einzige leicht zugängliche Wasserfall auf Oʻahu.
Lāʻie an der Nordostküste ist eingebettet in eine tropisch grüne Plantagenlandschaft. Hier befinden sich eine mormonische Kirche und das Polynesian Cultural Center, wo in einem Freilichtmuseum nachgebaute Minidörfer aus sieben Südseeregionen (Tonga, Tahiti, die Marquesas-Inseln, Hawaiʻi, Fidschi, Samoa und Neuseeland) den Rahmen für Shows mit traditioneller Kultur und Handwerk bieten.
Im Valley of the Temples befinden sich Gotteshäuser verschiedener Religionen, unter anderem eine Kopie des japanischen buddhistischen Tempels Byōdō-in.
In Sichtweite vor der Ostküste Oʻahus liegen zahlreiche kleine Eilande (Mānana, Mokoliʻi, Moku Manu, Nā Mokulua), die zum Vogelschutzgebiet Hawaiʻi State Seabird Sanctuary gehören und nicht oder nur unter Auflagen betreten werden dürfen. Ein bedeutendes Bodendenkmal ist das Kūkaniloko Birthstones State Monument.

## Transport und Verkehr

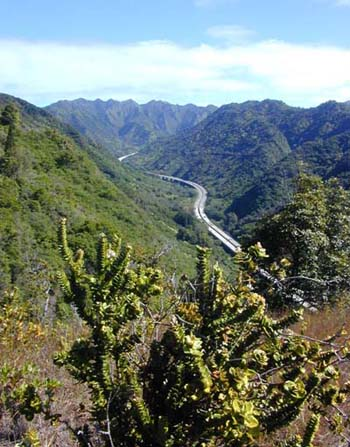
Interstate H-3

Die allermeisten Besucher Oʻahus und der anderen Hawaii-Inseln kommen mit dem Flugzeug am Flughafen Honolulu an. Dort landen Maschinen aus Nordamerika, Asien und Australien. Ebenso bestehen vom Flughafen Honolulu täglich mehrere Verbindungen zu den anderen Hawaii-Inseln. Fährverbindungen von Oʻahu zu den Nachbarinseln gibt es nicht. Der Betrieb der Superferry zwischen Oʻahu und Maui wurde 2009 eingestellt.
Oʻahu selbst wird von einem öffentlichen Busnetz bedient, das schlicht „The Bus“ genannt wird. Viele der Touristenattraktionen lassen sich mit dem Bus erreichen. Die Straßen rund um Honolulu sind besonders morgens (stadteinwärts) und abends (stadtauswärts) von Stau betroffen.
Eine im Bau befindliche 32 Kilometer lange Hochbahnstrecke mit 21 Bahnhöfen soll die westlichen Vororte Honolulus von Kapolei über Pearl City, das Aloha-Stadion sowie den internationalen Flughafen mit dem Stadtzentrum und dem Busbahnhof am Ala Moana Center nahe Waikiki verbinden. Die Eröffnung wurde wegen Finanzierungsproblemen jedoch immer wieder verschoben.
Oʻahu ist die einzige der Hawaii-Inseln, auf der es mehrspurige Autobahnen (Freeways) gibt. Es sind die Interstate H-1, Interstate H-2, Interstate H-3 und die Interstate H-201. Sie werden als Interstate Highways bezeichnet, obwohl sie nicht mit den anderen Bundesstaaten verbunden sind.

## Gesundheitswesen

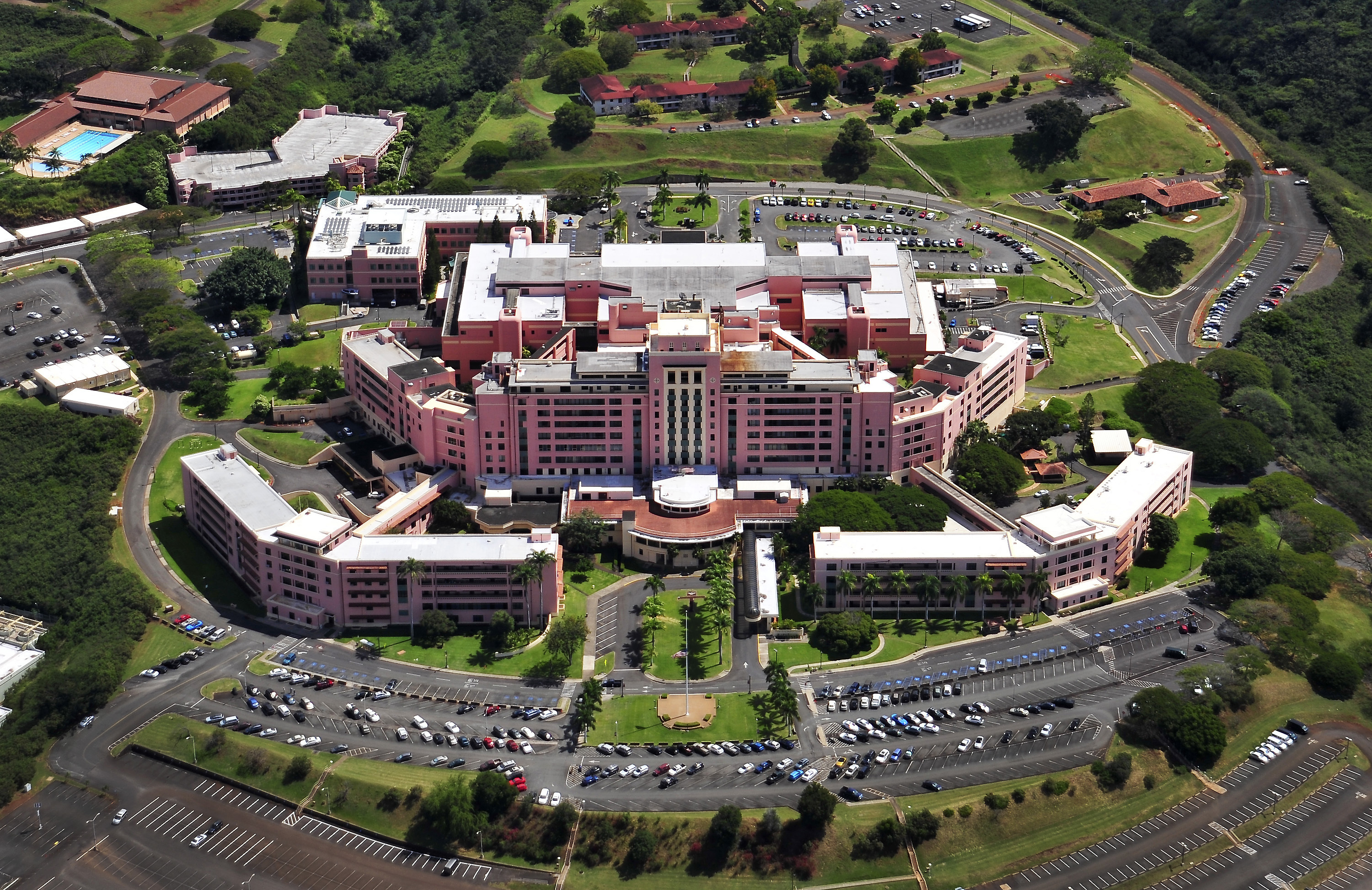
Tripler Army Medical Center

Auf Oʻahu befinden sich die meisten Krankenhäuser von Hawaii. Das Tripler Army Medical Center mit 1000 Betten ist das größte Militärkrankenhaus in der Pacific Rim Region. Die größte zivile medizinische Einrichtung ist das The Queen's Medical Center (674 Betten), gefolgt vom Kuakini Medical Center (357 Betten), Kaiser Permanente Medical Center (295 Betten), Adventist Health Castle (160 Betten), Straub Medical Center (159 Betten), Wahiawa General Hospital (150 Betten), Pali Momi Medical Center (118 Betten) und dem The Queen's Medical Center West Oʻahu (104) Betten. Die größte psychiatrische Klinik ist das Hawaii State Hospital, in der auch psychisch gestörte Straftäter untergebracht werden.

## Museen

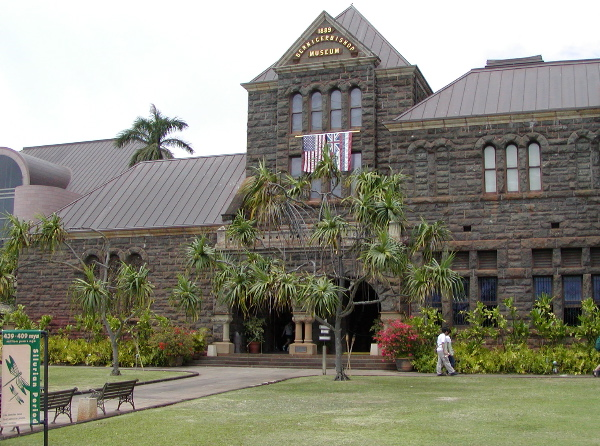
Bernice P. Bishop Museum

Viele Museen zeugen von der Kunstfertigkeit und Kultur der Insulaner (Auswahl):
- Bernice P. Bishop Museum (beherbergt die weltgrößte Sammlung polynesischer Artefakte)
- Hawaii State Art Museum
- Honolulu Academy of Arts
- Honolulu Museum of Art
- Honolulu Museum of Art Spalding House

## Touristenattraktionen
- Ala Moana Center
- Diamond Head
- Koko Crater
- Haleʻiwa
- Hanauma Bay
- North Shore
- Nuʻuanu Pali (Pali Lookout)
- Pearl Harbor
- Polynesian Cultural Center
- USS Arizona Memorial
- Missouri

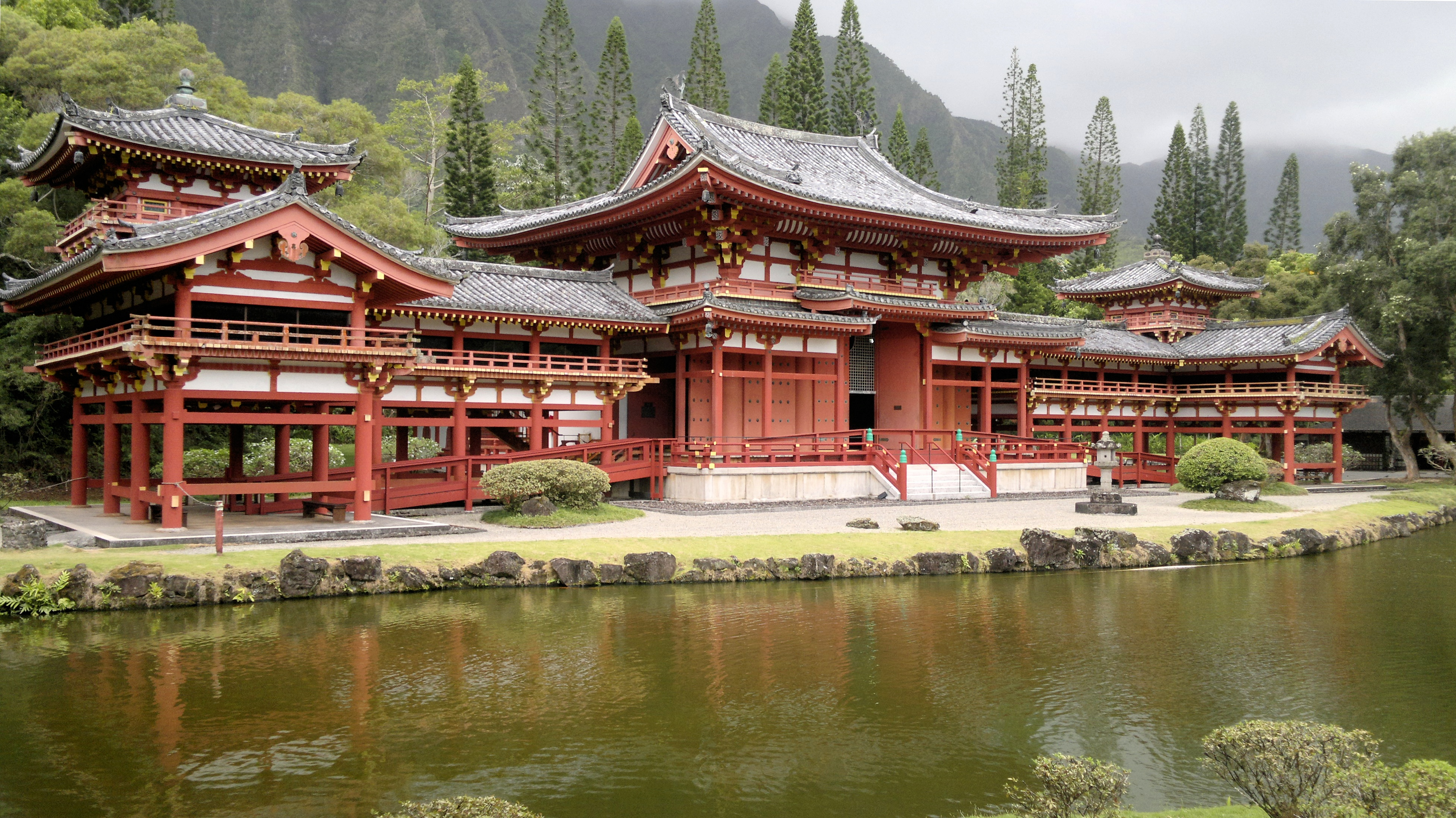
Valley of the Temples Memorial Park

- Valley of the Temples Memorial Park

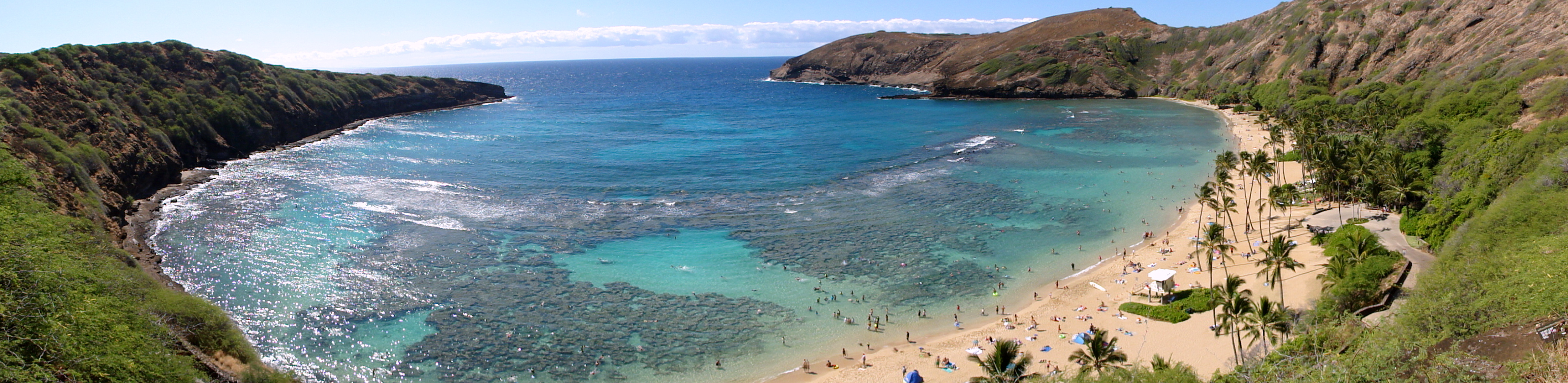
Panoramaansicht von Hanauma Bay

- Waikīkī

## Film und Fernsehen
Oʻahu ist Schauplatz zahlreicher Filme und Fernsehserien. So wurden unter anderem
- 50 erste Dates
- Blue Crush
- Dante’s Cove
- Das Geheimnis der Braut
- Die Reimanns – Ein außergewöhnliches Leben (Reality TV-Serie) seit Dezember 2015[26]
- Dog – Der Kopfgeldjäger
- Flight 29 Down
- Hawaii Fünf-Null (1968–1980), sowie die Neuauflage Hawaii Five-0 (2010–2020)
- Jake und McCabe – Durch dick und dünn
- Jurassic Park
- Karate Kid II
- Lost
- Magnum
- Mein großer Freund Joe
- Nie wieder Sex mit der Ex
- North Shore
- Pearl Harbor
- Tora! Tora! Tora!
- Triple Frontier
- Verdammt in alle Ewigkeit (Film und Fernsehserie)
- Windtalkers

auf Oʻahu gedreht.
In den Rennspielen Test Drive Unlimited und Test Drive Unlimited 2, welche 2006 und 2011 für diverse Plattformen erschienen, wurde die Insel mit ca. 1600 km (TDU) und ca. 2200 km (TDU2) Straßennetz, anhand von Satellitendaten nachgebildet und kann frei per Auto oder Motorrad befahren werden.

## Wissenswertes
Am 15. Oktober 2006 um 07:07:49 Uhr wurde Oʻahu von einem Erdbeben der Stärke 6,7 der Richterskala in Mitleidenschaft gezogen. Neben Schäden in Höhe von über 200 Millionen US-Dollar wurde die Stromversorgung der Insel für mehrere Stunden unterbrochen, was dazu führte, dass die Militärstützpunkte der Insel in Alarmbereitschaft versetzt wurden.
Bei einem Militärstützpunkt auf Oʻahu handelt es sich um das Kunia Regional SIGINT Operations Center der National Security Agency.